# André Petipeti
André Petipeti Tamata (ou Peti-Peti), né en 1929 à Bukanga (district de Kwango, Congo), est un homme politique congolais décédé le 12 août 2011 à Kinshasa. Ancien député national et président provisoire de la Chambre des représentants en 1960. Il fut l'un des leaders de l'Union kwangolaise pour l'indépendance et la liberté (LUKA), un parti fondé en octobre 1959 à Léopoldville par la Fédération ethnique kwangolaise, dans laquelle les Yaka étaient majoritaires. L'une des figures de proue qui ont marqué la vie politique congolaise au lendemain de l’indépendance, il n'est plus apparu sur la scène politique au cours des quarante dernières années.

## Formation et carrière d'infirmier
Il fait ses études secondaires à la mission protestante de Sona-Bata, puis il commence ses études en sciences infirmières à Kikwit et obtient son diplôme d'infirmier à l'école AMI à Kinshasa. Il travaille ensuite pendant dix ans à l'hôpital général de cette ville.

## Activités politiques
En 1956, il est nommé président de la confédération Kwango-Kwilu, qu'il dirige jusqu'en 1957. En 1957, la confédération est scindée en deux parties, et il revient à la tête d'une des fractions, la fédération kwangolaise. 
Il mène la lutte pour obtenir des terres à Kinshasa contre l'Alliance des Bakongo (Abako) qui se réclamait propriétaires des petits peuples Yaka[réf. nécessaire]. Ce climat a engendré une lutte qu'il conduit jusqu’au succès de ses revendications et à l'obtention de terres, qui mène à la création du camp Luka, nom donné à une nouvelle cité destinée à ce peuple. Ce district comprend les communes de Bumbu, Makala, Selembao, Ngaba, une partie de Kintambo, N'jili quartier 13, Kingasani.
En 1959, André Petipeti est élu bourgmestre de la commune de Ngiri-Ngiri à Kinshasa, puis en 1960, il devient député national. Il assume la suite du premier président de l'assemblée nationale de la première législature de la République démocratique du Congo. Membre dans du parti lumumbiste, il use de sa qualité de président de la chambre des représentants pour convaincre Lumumba de ne pas conclure d'alliance avec Joseph Kasa-Vubu pour diriger le pays. Il figurait dans la liste du deuxième gouvernement de Lumumba comme ministre des eaux et forêts, mais ce gouvernement n'a pu fonctionner. Alors qu'il a été un pionnier de l'indépendance, il voit ses espoirs politiques contrariés par l'alliance que de Lumumba avec Abako. Il évite une arrestation lors des événements qui provoquent la mort de Lumumba en 1961 et choisit de s'exiler à Brazzaville.